# Marrakesch E-Prix 2019
Der Marrakesch E-Prix 2019 (offiziell: 2019 Marrakesh E-Prix) fand am 12. Januar auf dem Circuit International Automobile Moulay el Hassan in Marrakesch statt und war zweite Rennen der FIA-Formel-E-Meisterschaft 2018/19. Es handelte sich um den dritten Marrakesch E-Prix.

## Bericht

### Hintergrund
Nach dem Diriyya E-Prix führte António Félix da Costa in der Fahrerwertung mit zehn Punkten vor Jean-Éric Vergne und mit 13 Punkten vor Jérôme D’Ambrosio. In der Teamwertung hatte DS Techeetah einen Punkt Vorsprung auf BMW i Andretti Motorsport und zwölf Punkte Vorsprung auf Mahindra Racing.
Pascal Wehrlein gab bei Mahindra Racing sein Debüt in der FIA-Formel-E-Meisterschaft. Beim Saisonauftakt war er durch den vorherigen Mahindra-Stammfahrer Felix Rosenqvist vertreten worden, da er bis Ende 2018 vertraglich an HWA gebunden war.
Mit Sébastien Buemi trat ein ehemaliger Sieger zu diesem Rennen an.
Buemi, Félix da Costa, Felipe Massa, Stoffel Vandoorne und Wehrlein erhielten im Rennen einen sogenannten Fanboost, sie durften die Leistung ihres Fahrzeugs nach der 23. Minute des Rennens einmal auf 240 kW bis 250 kW erhöhen und so bis zu 100 Kilojoule Energie zusätzlich verwenden. Buemi erhielt seinen 28. Fanboost in der FIA-Formel-E-Meisterschaft, Felix da Costa, Massa und Vandoorne erhielten zum zweiten Mal nach dem Diriyya E-Prix 2018 die Zusatzenergie.

### Training
Im ersten freien Training fuhr Robin Frijns in 1:17,808 Minuten die Bestzeit vor Félix da Costa und Sam Bird.
Mitch Evans war im zweiten freien Training mit einer Rundenzeit von 1:17,262 Minuten Schnellster vor André Lotterer und Buemi. Bei Bird und di Grassi musste wegen eines Defektes der Kühlmittelpumpe der Antriebsstrang gewechselt werden. Auch bei Felipe Massa wurde der Antrieb wegen eines technischen Defektes getauscht.

### Qualifying
Das Qualifying begann um 12:00 Uhr und fand in vier Gruppen zu je fünf oder sechs Fahrern statt, jede Gruppe hatte sechs Minuten Zeit, in der die Piloten maximal eine gezeitete Runde mit einer Leistung 200 kW und anschließend maximal eine gezeitete Runde mit einer Leistung von 250 kW fahren durften. Bird war mit einer Rundenzeit von 1:17,851 Minuten Schnellster.
Die sechs schnellsten Fahrer fuhren anschließend im Superpole genannten Einzelzeitfahren die ersten sechs Positionen aus. Bird sicherte sich mit einer Rundenzeit von 1:17,489 Minuten die Pole-Position und damit drei Punkte. Die weiteren Positionen belegten Vergne, Félix da Costa, Buemi, Alexander Sims und Evans.
Félix da Costa wurde um drei Positionen nach hinten versetzt, weil er im Qualifying auf seiner Aufwärmrunde die maximal erlaubte Leistung von 200 kW überschritt.

### Rennen
Das Rennen ging über eine Zeit von 45 Minuten zuzüglich einer Runde. Jeder Fahrer musste den Attack-Mode zweimal aktivieren, nach der Aktivierung leistete das Fahrzeug für eine Zeit von vier Minuten maximal 225 kW statt 200 kW.
Bird startete gut, Vergne hingegen kam nicht gut vom Startplatz weg und geriet direkt unter Druck von Buemi. Beim Anbremsen der ersten Kurve verbremste sich Vergne, kollidierte mit Bird und drehte sich. Da sein Wagen mitten auf der Strecke entgegen der Fahrtrichtung zum Stehen kam, mussten mehrere Piloten, darunter Buemi, auf die Außenbahn ausweichen und verloren so Positionen. Lucas di Grassi kollidierte im Mittelfeld mit Wehrlein, auch zwischen den beiden HWA-Piloten Paffett und Vandoorne gab es eine Berührung. Paffett, Vandoorne und Wehrlein mussten das Rennen kurz darauf mit beschädigten Fahrzeugen aufgeben, Vergne fuhr am Ende des Feldes. Am Ende der ersten Runde führte Bird vor Sims, Félix da Costa, Frijns, D’Ambrosio, di Grassi, Oliver Turvey, José María López, Daniel Abt und Oliver Rowland.
Sims ließ seinen Teamkollegen Félix da Costa kurz darauf passieren, der anschließend Bird unter Druck setzte. Turvey fiel unterdessen hinter López und Abt zurück. Félix da Costa setzte sich vor Kurve fünf neben Bird, der die folgende Schikane ausließ. Dabei verlor er jedoch so viel Schwung, dass Félix da Costa und Sims auf der folgenden Geraden an ihm vorbeigingen.
Im hinteren Teil des Feldes starteten Lotterer und Vergne eine Aufholjagd, beide überholten diverse Konkurrenten. An der Spitze setzten sich die beiden Andretti-Piloten ab, dahinter überholten Frijns, D’Ambrosio und di Grassi Bird, der nun Sechster war. Zur Rennhalbzeit führte Félix da Costa vor Sims, Frijns, D’Ambrosio, di Grassi, Bird, López, Lotterer, Abt und Buemi.
D’Ambrosio und di Grassi überholten Frijns, der jedoch kurz darauf mit dem Attack-Mode wieder an di Grassi vorbeiging. Auch Bird überholte di Grassi kurz darauf mit dem Attack-Mode. Lotterer ließ Vergne passieren, anschließend gingen an Buemi und di Grassi vorbei. An der Spitze führten Félix da Costa und Sims mit rund fünf Sekunden Vorsprung auf D’Ambrosio. Dieser verkürzte den Rückstand jedoch anschließend wieder und lag zehn Minuten vor dem Rennende nur noch etwas weniger als zwei Sekunden zurück.
Sims griff daraufhin Félix da Costa an, dabei verbremste sich Félix da Costa. Die Fahrzeuge berührten sich und Félix da Costa prallte gegen die Streckenbegrenzung, hierbei brach die Radaufhängung seines Wagens und er musste das Rennen aufgeben. Sims musste ausweichen und fiel auf den vierten Platz zurück. Die Rennleitung schickte zur Bergung des Wagens von Félix da Costa das Safety Car auf die Strecke. Da die Bergung einige Zeit in Anspruch nahm, wurde das Rennen erst nach Ablauf der 45 Minuten Renndauer für eine Runde wieder freigegeben. Frijns setzte D’Ambrosio dabei stark unter Druck, zu einem Überholmanöver kam es jedoch nicht mehr.
D’Ambrosio gewann das Rennen vor Frijns und Bird. Es war der dritte Sieg für D’Ambrosio in der FIA-Formel-E-Meisterschaft und der erste seit dem Mexiko-Stadt ePrix 2016. Frijns erzielte seine beste Platzierung und seine zweite Podestplatzierung in der Meisterschaft, er war zuvor beim Putrajaya ePrix 2015 einmal Dritter geworden. Es war außerdem das erste Mal, dass beide Virgin-Piloten auf dem Siegerpodest standen. Die restlichen Punkteplatzierungen belegten Sims, Vergne, Lotterer, di Grassi, Buemi, Evans und Daniel Abt. Der Punkt für die schnellste Rennrunde unter den ersten Zehn ging an di Grassi. Es war saisonübergreifend das achte Rennen in Folge, das beide Techeetah-Piloten unter den ersten Zehn beendeten.
D’Ambrosio übernahm die Führung in der Gesamtwertung vor Félix da Costa und Vergne. In der Teamwertung baute DS Techeetah die Führung aus, Mahindra und BMW i Andretti Motorsport waren dahinter nun punktgleich.

## Meldeliste
Alle Teams und Fahrer verwendeten Reifen von Michelin.
| Team                                     | Fahrzeug           | Nr. | Fahrer                 |
| ---------------------------------------- | ------------------ | --- | ---------------------- |
| Audi Sport ABT Schaeffler Formula E Team | Audi e-tron FE05   | 11  | Lucas di Grassi        |
| Audi Sport ABT Schaeffler Formula E Team | Audi e-tron FE05   | 66  | Daniel Abt             |
| DS Techeetah                             | DS E-Tense FE 19   | 25  | Jean-Éric Vergne       |
| DS Techeetah                             | DS E-Tense FE 19   | 36  | André Lotterer         |
| Envision Virgin Racing                   | Audi e-tron FE05   | 02  | Sam Bird               |
| Envision Virgin Racing                   | Audi e-tron FE05   | 04  | Robin Frijns           |
| Mahindra Racing                          | Mahindra M5Electro | 64  | Jérôme D’Ambrosio      |
| Mahindra Racing                          | Mahindra M5Electro | 94  | Pascal Wehrlein        |
| Nissan e.dams                            | Nissan IM01        | 22  | Oliver Rowland         |
| Nissan e.dams                            | Nissan IM01        | 23  | Sébastien Buemi        |
| Panasonic Jaguar Racing                  | Jaguar I-Type III  | 03  | Nelson Piquet jr.      |
| Panasonic Jaguar Racing                  | Jaguar I-Type III  | 20  | Mitch Evans            |
| Venturi Formula E Team                   | Venturi VFE05      | 19  | Felipe Massa           |
| Venturi Formula E Team                   | Venturi VFE05      | 48  | Edoardo Mortara        |
| NIO Formula E Team                       | NIO Sport 004      | 08  | Tom Dillmann           |
| NIO Formula E Team                       | NIO Sport 004      | 16  | Oliver Turvey          |
| Geox Dragon                              | PENSKE EV-3        | 06  | Maximilian Günther     |
| Geox Dragon                              | PENSKE EV-3        | 07  | José María López       |
| BMW i Andretti Motorsport                | BMW iFE.18         | 27  | Alexander Sims         |
| BMW i Andretti Motorsport                | BMW iFE.18         | 28  | António Félix da Costa |
| HWA Racelab                              | Venturi VFE05      | 05  | Stoffel Vandoorne      |
| HWA Racelab                              | Venturi VFE05      | 17  | Gary Paffett           |

## Klassifikationen

### Qualifying
| Pos.                                                                   | Fahrer                 | Team                                     | Zeit     | Superpole | Start |
| ---------------------------------------------------------------------- | ---------------------- | ---------------------------------------- | -------- | --------- | ----- |
| 01                                                                     | Sam Bird               | Envision Virgin Racing                   | 1:17,851 | 1:17,489  | 01    |
| 02                                                                     | Jean-Éric Vergne       | DS Techeetah                             | 1:18,042 | 1:17,535  | 02    |
| 03                                                                     | António Félix da Costa | BMW i Andretti Motorsport                | 1:17,950 | 1:17,626  | 06    |
| 04                                                                     | Sébastien Buemi        | Nissan e.dams                            | 1:17,906 | 1:17,738  | 03    |
| 05                                                                     | Alexander Sims         | BMW i Andretti Motorsport                | 1:17,935 | 1:18,400  | 04    |
| 06                                                                     | Mitch Evans            | Panasonic Jaguar Racing                  | 1:18,106 | 1:29,379  | 05    |
| 07                                                                     | Pascal Wehrlein        | Mahindra Racing                          | 1:18,126 | –         | 07    |
| 08                                                                     | Robin Frijns           | Envision Virgin Racing                   | 1:18,200 | –         | 08    |
| 09                                                                     | Nelson Piquet jr.      | Panasonic Jaguar Racing                  | 1:18,347 | –         | 09    |
| 10                                                                     | Jérôme D’Ambrosio      | Mahindra Racing                          | 1:18,440 | –         | 10    |
| 11                                                                     | Lucas di Grassi        | Audi Sport ABT Schaeffler Formula E Team | 1:18,595 | –         | 11    |
| 12                                                                     | Oliver Rowland         | Nissan e.dams                            | 1:18,604 | –         | 12    |
| 13                                                                     | José María López       | Geox Dragon                              | 1:18,612 | –         | 13    |
| 14                                                                     | Oliver Turvey          | NIO Formula E Team                       | 1:18,624 | –         | 14    |
| 15                                                                     | Felipe Massa           | Venturi Formula E Team                   | 1:18,780 | –         | 15    |
| 16                                                                     | Daniel Abt             | Audi Sport ABT Schaeffler Formula E Team | 1:18,921 | –         | 16    |
| 17                                                                     | Edoardo Mortara        | Venturi Formula E Team                   | 1:19,133 | –         | 17    |
| 18                                                                     | Tom Dillmann           | NIO Formula E Team                       | 1:19,338 | –         | 18    |
| 19                                                                     | Gary Paffett           | HWA Racelab                              | 1:19,516 | –         | 19    |
| 20                                                                     | André Lotterer         | DS Techeetah                             | 1:19,633 | –         | 20    |
| 21                                                                     | Maximilian Günther     | Geox Dragon                              | 1:23,332 | –         | 21    |
| 110-Prozent-Zeit: 1:25,636 min (bezogen auf Bestzeit von 1:17,851 min) |                        |                                          |          |           |       |
| 22                                                                     | Stoffel Vandoorne      | HWA Racelab                              | 1:33,404 | –         | 22    |

Anmerkungen
1. ↑  Félix da Costa wurde um drei Startplätze nach hinten versetzt, da er in seiner Runde, als er die Boxengasse verließ, mehr als die erlaubten 200 kW Leistung nutzte.
2. ↑  Obwohl er sich nicht qualifizierte, wurde Vandoorne erlaubt zu starten, weil er im freien Training ausreichend schnell gefahren war.

### Rennen
| Pos. | Fahrer                 | Team                                     | Runden | Zeit      | Start | Schnellste Runde |
| ---- | ---------------------- | ---------------------------------------- | ------ | --------- | ----- | ---------------- |
| 01   | Jérôme D’Ambrosio      | Mahindra Racing                          | 31     | 46:45,884 | 10    | 1:22,366 (25.)   |
| 02   | Robin Frijns           | Envision Virgin Racing                   | 31     | + 0,143   | 08    | 1:22,247 (20.)   |
| 03   | Sam Bird               | Envision Virgin Racing                   | 31     | + 0,461   | 01    | 1:22,101 (31.)   |
| 04   | Alexander Sims         | BMW i Andretti Motorsport                | 31     | + 0,740   | 04    | 1:21,992 (20.)   |
| 05   | Jean-Éric Vergne       | DS Techeetah                             | 31     | + 1,232   | 02    | 1:21,391 (18.)   |
| 06   | André Lotterer         | DS Techeetah                             | 31     | + 1,457   | 20    | 1:21,177 (31.)   |
| 07   | Lucas di Grassi        | Audi Sport ABT Schaeffler Formula E Team | 31     | + 1,633   | 11    | 1:20,296 (31.)   |
| 08   | Sébastien Buemi        | Nissan e.dams                            | 31     | + 2,455   | 03    | 1:20,538 (31.)   |
| 09   | Mitch Evans            | Panasonic Jaguar Racing                  | 31     | + 2,980   | 05    | 1:20,594 (31.)   |
| 10   | Daniel Abt             | Audi Sport ABT Schaeffler Formula E Team | 31     | + 4,014   | 16    | 1:21,118 (31.)   |
| 11   | José María López       | Geox Dragon                              | 31     | + 4,528   | 13    | 1:21,163 (31.)   |
| 12   | Maximilian Günther     | Geox Dragon                              | 31     | + 6,034   | 21    | 1:21,691 (31.)   |
| 13   | Edoardo Mortara        | Venturi Formula E Team                   | 31     | + 6,790   | 17    | 1:21,849 (31.)   |
| 14   | Nelson Piquet jr.      | Panasonic Jaguar Racing                  | 31     | + 6,833   | 09    | 1:21,010 (31.)   |
| 15   | Oliver Rowland         | Nissan e.dams                            | 31     | + 7,529   | 12    | 1:21,013 (31.)   |
| 16   | Oliver Turvey          | NIO Formula E Team                       | 31     | + 9,241   | 14    | 1:21,856 (31.)   |
| 17   | Tom Dillmann           | NIO Formula E Team                       | 31     | + 9,665   | 18    | 1:21,670 (31.)   |
| 18   | Felipe Massa           | Venturi Formula E Team                   | 31     | + 10,205  | 15    | 1:21,523 (31.)   |
| –    | António Félix da Costa | BMW i Andretti Motorsport                | 25     | DNF       | 06    | 1:21,885 (20.)   |
| –    | Gary Paffett           | HWA Racelab                              | 03     | DNF       | 20    | 1:24,142 (03.)   |
| –    | Pascal Wehrlein        | Mahindra Racing                          | 01     | DNF       | 07    | –                |
| –    | Stoffel Vandoorne      | HWA Racelab                              | 01     | DNF       | 22    | –                |

## Meisterschaftsstände nach dem Rennen
Die ersten Zehn des Rennens bekamen 25, 18, 15, 12, 10, 8, 6, 4, 2 bzw. 1 Punkt(e). Zusätzlich gab es drei Punkte für die Pole-Position und einen Punkt für den Fahrer unter den ersten Zehn, der die schnellste Rennrunde erzielte.

### Fahrerwertung
| Pos. | Fahrer                 | Team                                     | Punkte |
| ---- | ---------------------- | ---------------------------------------- | ------ |
| 01   | Jérôme D’Ambrosio      | Mahindra Racing                          | 40     |
| 02   | António Félix da Costa | BMW i Andretti Motorsport                | 28     |
| 03   | Jean-Éric Vergne       | DS Techeetah                             | 28     |
| 04   | André Lotterer         | DS Techeetah                             | 19     |
| 05   | Robin Frijns           | Envision Virgin Racing                   | 18     |
| 06   | Sam Bird               | Envision Virgin Racing                   | 18     |
| 07   | Mitch Evans            | Panasonic Jaguar Racing                  | 14     |
| 08   | Alexander Sims         | BMW i Andretti Motorsport                | 12     |
| 09   | Sébastien Buemi        | Nissan e.dams                            | 12     |
| 10   | Lucas di Grassi        | Audi Sport ABT Schaeffler Formula E Team | 9      |
| 11   | Oliver Rowland         | Nissan e.dams                            | 6      |
| 12   | Daniel Abt             | Audi Sport ABT Schaeffler Formula E Team | 5      |

| Pos. | Fahrer             | Team                    | Punkte |
| ---- | ------------------ | ----------------------- | ------ |
| 13   | Nelson Piquet jr.  | Panasonic Jaguar Racing | 1      |
| 14   | José María López   | Geox Dragon             | 0      |
| 15   | Maximilian Günther | Geox Dragon             | 0      |
| 16   | Oliver Turvey      | NIO Formula E Team      | 0      |
| 17   | Edoardo Mortara    | Venturi Formula E Team  | 0      |
| 18   | Tom Dillmann       | NIO Formula E Team      | 0      |
| 19   | Stoffel Vandoorne  | HWA Racelab             | 0      |
| 20   | Felipe Massa       | Venturi Formula E Team  | 0      |
| –    | Gary Paffett       | HWA Racelab             | 0      |
| –    | Felix Rosenqvist   | Mahindra Racing         | 0      |
| –    | Pascal Wehrlein    | Mahindra Racing         | 0      |

### Teamwertung
| Pos. | Team                      | Punkte |
| ---- | ------------------------- | ------ |
| 01   | DS Techeetah              | 47     |
| 02   | Mahindra Racing           | 40     |
| 03   | BMW i Andretti Motorsport | 40     |
| 04   | Envision Virgin Racing    | 36     |
| 05   | Nissan e.dams             | 18     |
| 06   | Panasonic Jaguar Racing   | 15     |

| Pos. | Team                                     | Punkte |
| ---- | ---------------------------------------- | ------ |
| 07   | Audi Sport ABT Schaeffler Formula E Team | 14     |
| 08   | NIO Formula E Team                       | 0      |
| 09   | Geox Dragon                              | 0      |
| 10   | HWA Racelab                              | 0      |
| 11   | Venturi Formula E Team                   | 0      |